# Viaggio Italiano
Viaggio Italiano is een muziekalbum van de Italiaanse zanger Andrea Bocelli. Het album bestaat uit grote liederen uit de Italiaanse muziekgeschiedenis. Dit varieert van O Sole Mio tot de aria Nessun dorma uit Giacomo Puccini's Turandot. Het album is dan ook een hommage aan alle grootse Italiaanse liederen die de wereld over zijn gegaan.
De solostem is voor Bocelli. De muziek wordt verzorgd door het Moskou Radio Symfonieorkest onder leiding van Vladimir Fedoseyev. Het koor staat onder leiding Victor Popov. De Napolitaanse liederen zijn georkestreerd door Renato Serio.
Bocelli beloofde de Napolitanen met een zo goed mogelijk Napolitaans accent te zingen.

## Nummers
1. Nessun dorma uit Turandot van Giacomo Puccini - "3:06"
2. Lamento di Federico uit L'Arlesiana van Francesco Ciléa - "4:39"
3. Ah, la paterna mano uit Macbeth van Giuseppe Verdi - "3:19"
4. La donna è mobile uit Rigoletto van Giuseppe Verdi - "2:17"
5. Una furtiva lacrima uit Elisis D'Amore van Gaetano Donizetti - "4:12"
6. Panis Angelicus van César Franck - "3:54"
7. Ave Maria van Franz Schubert - "4:25"
8. O Sole Mio van Eduardo di Capua - "4:38"
9. Core n'grato van Eduardo di Capua - "4:42"
10. Santa Lucia luntana - "5:08"
11. L'te vurria vasà van Eduardo di Capua - "5:39"
12. Tu, 'ca nun chiagne! van Antonio de Curtis - "3:33"
13. Marinarello - "3:58"
14. Piscatore 'e Pusilleco - "4:14"
15. Messaggio Bocelle - "0:15"
16. Adeste Fideles - "3:24"